# Они же дети
«Они́ же де́ти» (также «онижеде́ти», «анижеде́ти») — интернет-мем, появившийся в конце 2013 — начале 2014 года в период событий Евромайдана, подразумевающий как характеристику вовлечённости граждан юного возраста в политические процессы, так и для демонстрации манипулятивного характера данного символа:66. Позднее также получил распространение в России, где используется для освещения роли детей в митинговой активности:66.

## История возникновения
Авторство мема приписывается украинскому политику Инне Богословской, которая после разгона в ночь с 29 на 30 ноября несколькими сотнями бойцов спецподразделения МВД Украины «Беркут» палаточного городка активистов Евромайдана на площади Независимости в Киеве, эмоционально высказалась перед СМИ: «Как вы посмели их трогать? Они же дети».

## Лингвистический анализ
«Онижедети» — многокомпонентное прозвище, представляющее собой фразовое сложение, выступающее в роли атрибутивного окказионального сложного слова, представляющее собой как бы «застывший», зафиксированный этап процесса номинации:116.
На базе прецедентного высказывания «они же дети» сформировались голофрастические конструкции «онижедети» и «анижедети». Доктор филологических наук Лейла Мирзоева указывает на широту употребления данного голофрастического новообразования, подтверждая её наличием пабликов #ОниЖеДети в таких популярных социальных сетях, как ВКонтакте и Твиттер. Автор считает примечательным орфографический вариант названия, доводящий практически до абсурда противоречие с установленными языковыми нормами: слитное написание при одновременном наличии начальных прописных букв. По мнению Мирзоевой, этот случай создаёт исключение речевым явлениям, по которым, согласно филологу Алексею Штебе: «Синтаксически комплекс реплик внутреннего голоса персонажа разделяется орфографически, но при этом только эмоционально значимые реплики получают формальное выделение с помощью заглавной буквы». Нарушение правил орфографии играет в данном случае роль своеобразной оценочной рамки, накладывающейся на высказывание, превращенное в слово:31.

## Оценки
Вице-президент Российской криминологической ассоциации, доктор философских наук, профессор Игорь Сундиев в 2017 году высказал мнение, что Евромайданом и информационными возможностями «новых медиа» была порождена технология использования детей в протестной активности, которую автор обозначил как «линия инфантицида 2.0 — #онижедети». Её целью Сундиев назвал появление московской (питерской) «детской небесной сотни», после чего «медийное давление не позволит никому из правящей элиты участвовать в избирательном процессе».
Доктор социологических наук Татьяна Рябова в исследовании семантики символа детства в российской протестной активности 2018—2019 годов, отмечает, что символ детства давно находится в арсенале политической пропаганды, являясь при этом одним из наиболее эмоционально насыщенных, связанных с мифом и апеллирующим к личному опыту каждого индивида:66. Репрезентация символа детства, широко используемая в дискурсе протестных движений как властью так и оппозицией, с одной стороны отражает существующие в обществе представления о нём, с другой выступает источником их формирования:68.
Доктор философских наук Юлия Данюшина считает что мем «онижедети» утратил свою функцию формирования позитивного общественного мнения, так как перестал ассоциировать участников Евромайдана с побитыми украинской милицией детьми, вызывая прежнее сочувствие, а создал «сатирические противоречия в сознании граждан, видящих в протестантах опасных боевиков, но не мирных подростков»